# Église Saint-Martin d'Amiens
L'église Saint-Martin d'Amiens est située à Amiens, dans le département de la Somme. C'est l'église paroissiale du quartier Henriville au sud du centre-ville.

## Historique
C'est à Amiens que Martin de Tours partagea son manteau avec un mendiant grelottant de froid, un soir de l’hiver 334. Il exista à Amiens, avant la Révolution, une église paroissiale Saint-Martin-aux-Waides près de la cathédrale, et une abbaye Saint-Martin aux jumeaux, à l'emplacement de l'actuel Palais de Justice. Déclarés bien national à la Révolution française, ces deux édifices furent démolis au début du XIXe siècle.
L'église actuelle succède à une chapelle construite en 1866 pour desservir une nouvelle paroisse créée la même année dans le quartier Henriville, un quartier urbanisé progressivement par la bourgeoisie d'Amiens, après la démolition des anciens remparts d'Amiens, en 1825. 
La chapelle construite en 1866 s'avéra rapidement trop petite et la construction d'une véritable église fut décidée. Après le lancement d'une souscription et l'accord de la commune d'Amiens, la première pierre du nouvel édifice est posée en 1869 et les travaux sont achevés en 1882, sur les plans de l'architecte amiénois Louis Henry Antoine. Le décor sculpté de la façade est réalisé en 1882.
L'abbé Gaëtan de Guillebon, curé de la paroisse, fut, avec le soutien de sa famille, très impliquée dans le projet, le principal moteur et un des principaux contributeurs du projet. À sa mort, en 1890, il fut inhumé dans l'église.

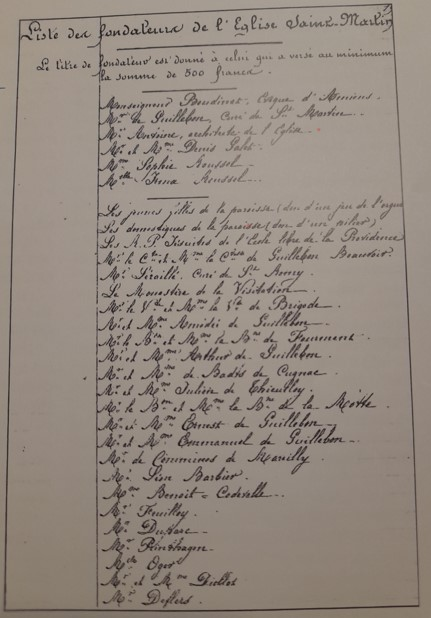
Liste des fondateurs de Saint-Martin.

En 1918, l'église subit des dommages de la part de l'armée allemande, le porche droit et la partie des bas-côtés détruits furent reconstruits sous la conduite de l'architecte Jean Guidée, en 1935.
En mai 1940, la toiture de l'église fut percée par un obus qui endommagea l'orgue. L'église fut restaurée après la Seconde Guerre mondiale.
La biographie du chanoine Gaëtan de Guillebon imprimée en 2021 par la famille de Guillebon raconte dans le détail la fondation de l'église et de la paroisse Saint-Martin. Ce livre contient une retranscription de l'histoire de la paroisse par l'abbé Hautbout, deuxième curé de Saint-Martin, au terme des cinquante premières années de fondation. Il est préfacé par Mgr Gérard Le Stang, évêque d'Amiens, et contient un avant-propos de l'historienne Anne Bernet et une conclusion de l'archiviste diocésain, Aurélien André.
L'église Saint-Martin a eu des paroissiens demeurés célèbres tels que l'écrivain Jules Verne, le ministre Albert Dauphin, ou encore, plus récemment, Brigitte Trogneux et Emmanuel Macron.

## Caractéristiques

### Extérieur
Construite en brique, couverte d´ardoise, l'église, orientée nord-sud, est de style néogothique. Elle présente un plan allongé sans transept, avec une nef flanquée de deux bas-côtés et un chevet polygonal.
Sa façade principale est orientée au nord. Trois portails monumentaux permettent d'accéder dans l'église. Le porche central est surmonté d'un clocher flaqué de chaque côté d'une tourelle octogonale. Il se termine par une flèche.
Les trois portails sont en pierre calcaire avec un décor sculpté aux tympans, des statues dans les niches et un couronnement œuvres du sculpteur Victor Fulconis. Le bas-relief du tympan de gauche représente le rêve de saint Martin ; le bas-relief du tympan central, Saint Martin partageant son manteau; le bas-relief du tympan de droite, la Vierge à l´Enfant avec saint Martin agenouillé en prière. Le portail central est couronné par une statue de saint Martin évêque. Dans les niches du portail central sont disposées les statues de saint Louis et d'un saint portant une palme.

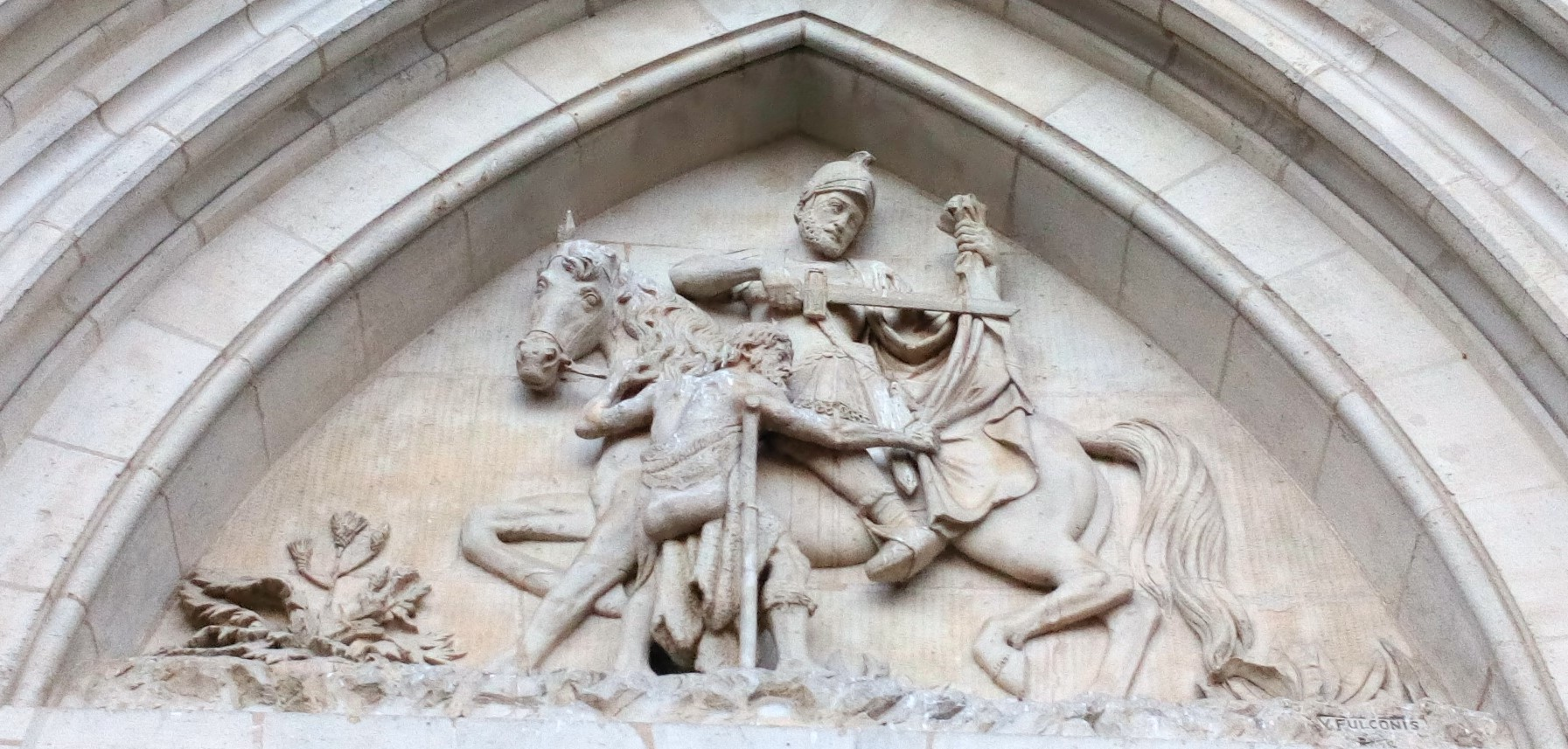
Martin partageant son manteau.
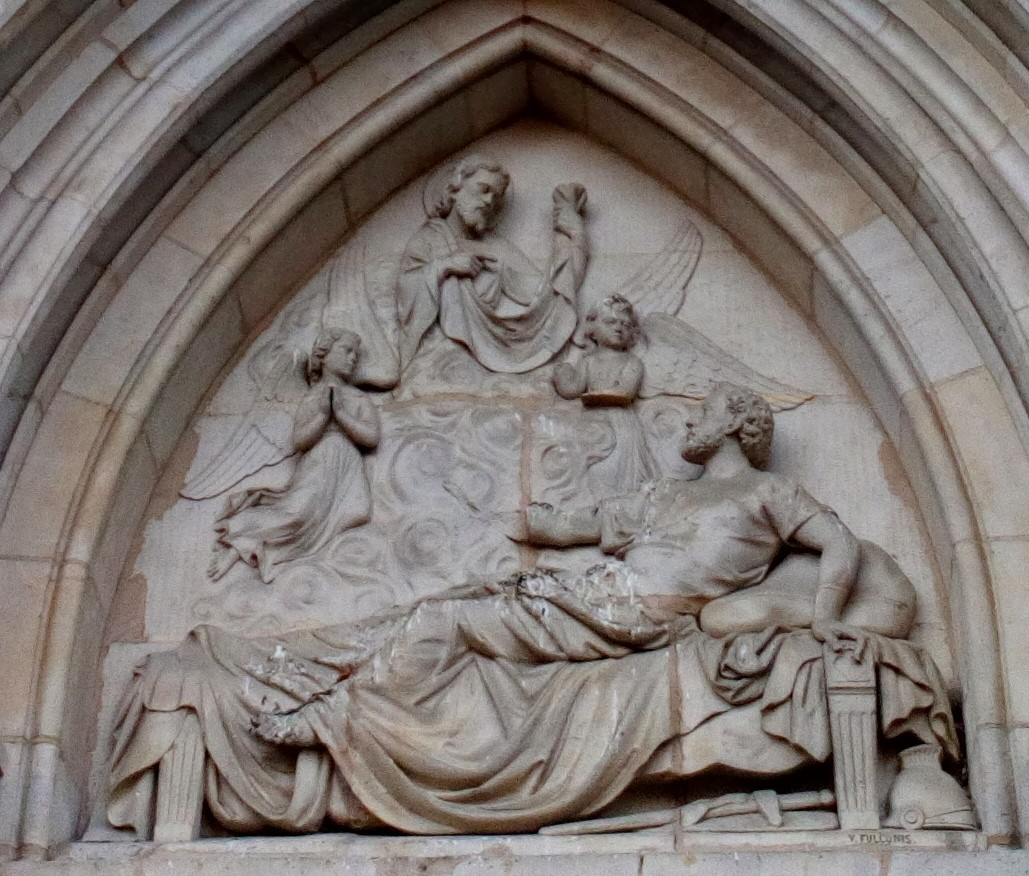
Le rêve de Martin.
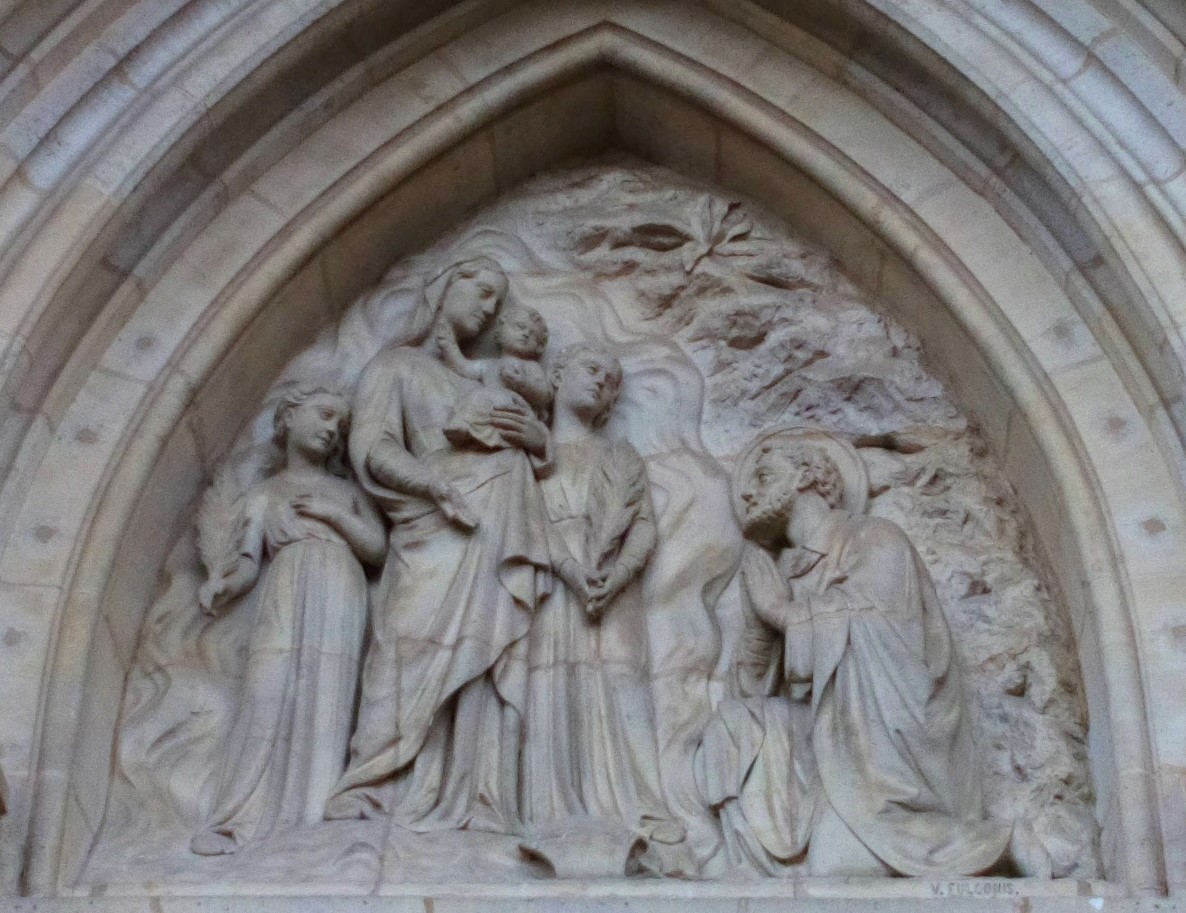
Martin en prière devant la Vierge à l'Enfant.

### Intérieur

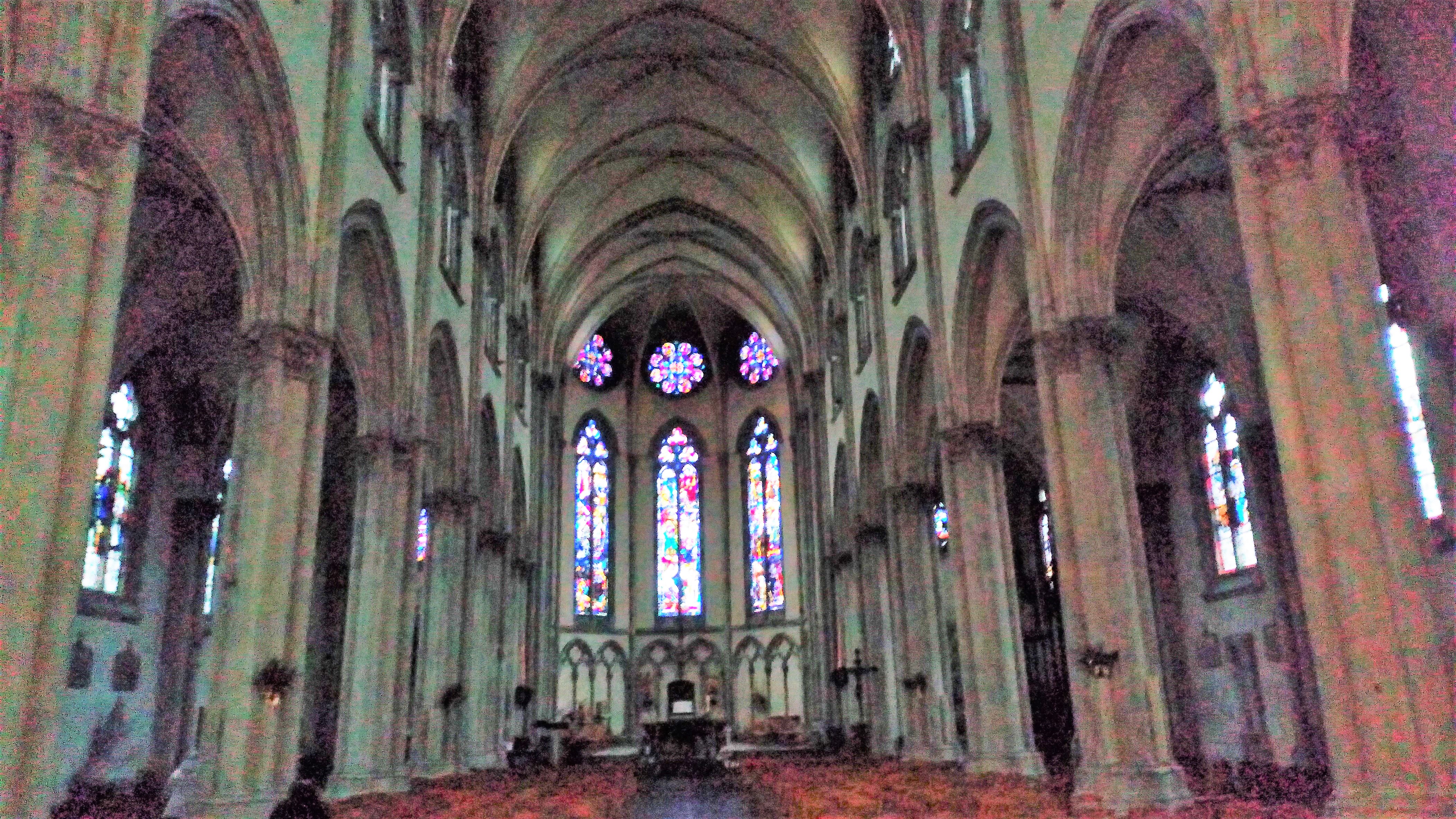
L'intérieur de l'église.

La nef s'élève sur trois niveaux, elle est éclairée par des oculi et des petites baies hautes ouvrant sur le comble des bas-côtés. Elle est couverte de voûtes d´arête en brique recouvertes d'un enduit simulant la pierre de taille.
Le monument funéraire de l'abbé Gaëtan de Guillebon fut réalisé en 1893 par Albert Roze.

### Orgues

#### L'orgue de tribune
Les orgues furent construites en 1879 par les frères Abbey, avec deux claviers et 26 jeux. Le buffet fut réalisé par la maison Buisine de Lille.
En 1895, les frères Abbey modifièrent les orgues en les portant à trois claviers et 41 jeux. Au cours de la Bataille de France, en mai 1940, un obus transperça le toit de l’église juste au dessus de l'orgue et le détruisit.
La reconstruction de l'orgue fut confiée en 1949 à l'entreprise Haerpfer-Erman de Boulay-Moselle qui réutilisa ce qui était en bon état de l' orgue précédentes.

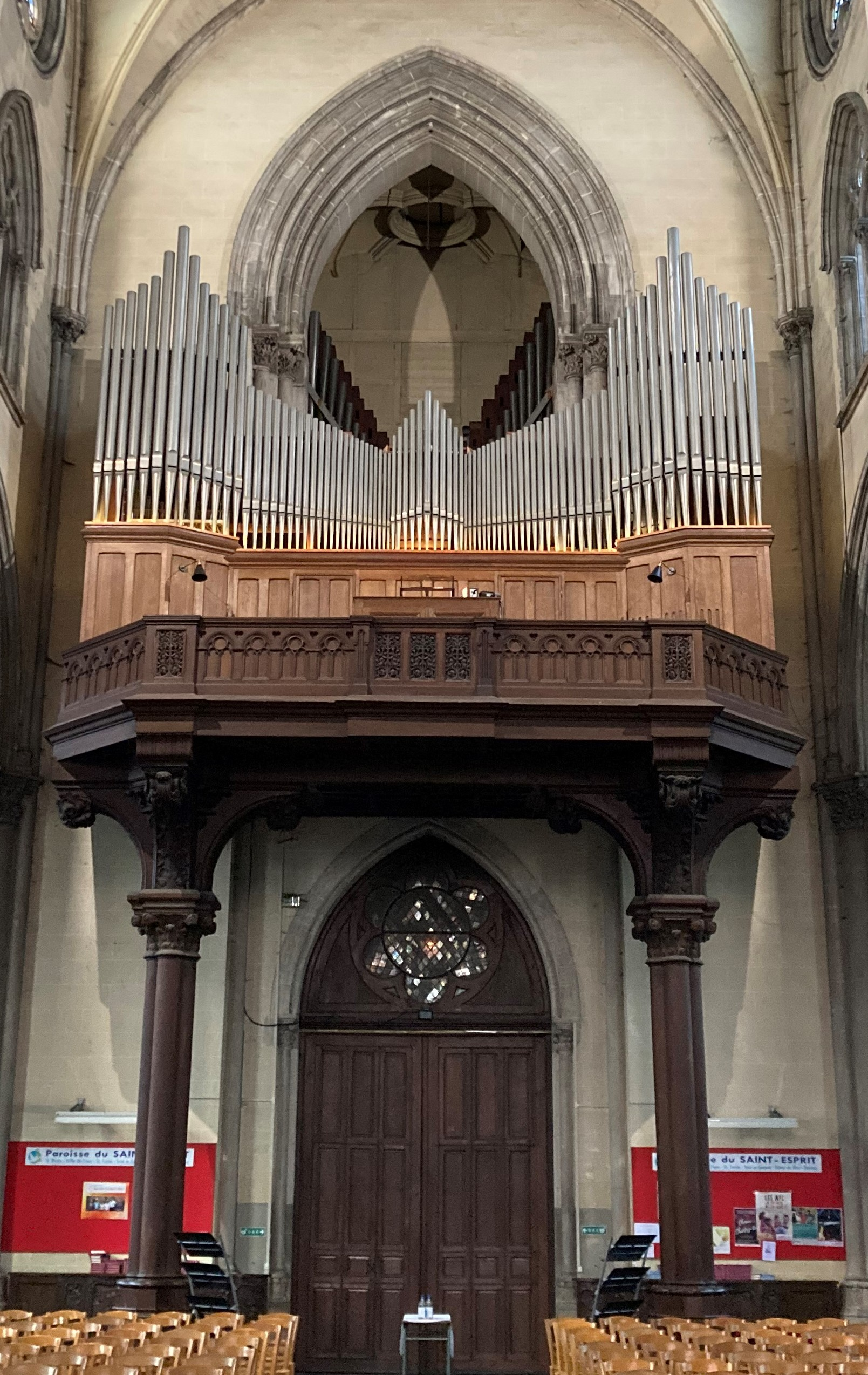
L'église Saint-martin d'Amiens, l'orgue de tribune.
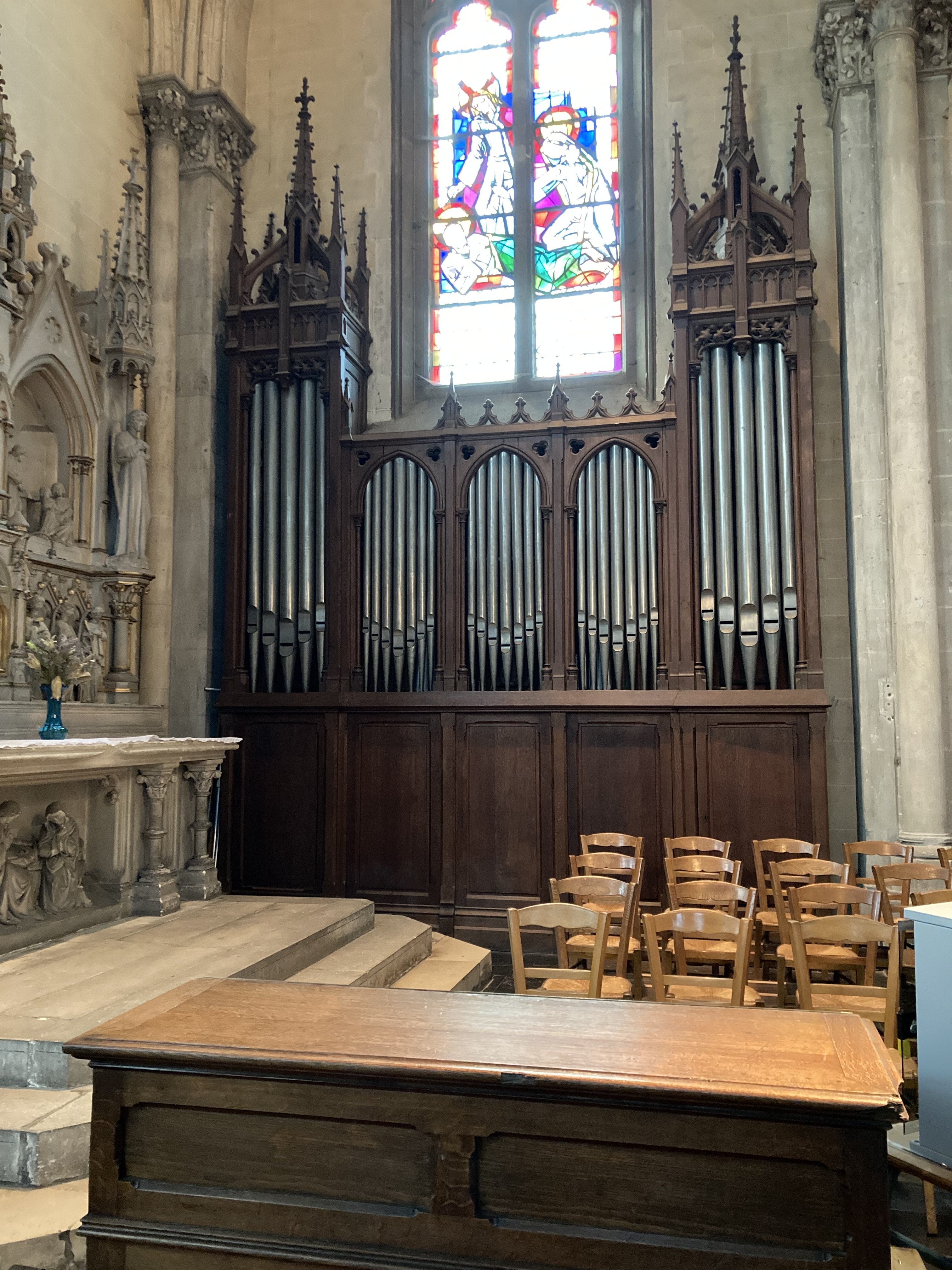
L'église Saint-martin d'Amiens, l'orgue de chœur.